# Xã Grant, Quận Monona, Iowa
Xã Grant (tiếng Anh: Grant Township) là một xã thuộc quận Monona, tiểu bang Iowa, Hoa Kỳ. Năm 2010, dân số của xã này là 247 người.